# Robert Ritter
(Dott. Robert Ritter direttore del Centro Ricerche per l’Igiene e la Razza - Berlino)
Robert Ritter (Aquisgrana, 14 maggio 1901 – Oberursel, 15 aprile 1951) è stato un medico e psicologo tedesco.
Fu uno dei più importanti ed attivi teorici della razza e sotto il nazismo guidò il "Centro di ricerca per l'igiene razziale", distinguendosi per le sue teorie discriminatorie sugli zingari. I suoi studi contribuirono significativamente alla persecuzione, al genocidio e alla devastazione degli zingari nella Germania nazista.

## Biografia
Nato ad Aquisgrana nel 1901, Ritter consegue il dottorato in psicologia dell'educazione nel 1927 presso l'Università di Monaco di Baviera. Continuando i suoi studi in psicologia infantile, nel 1930 Ritter consegue anche il suo dottorato in medicina presso l'Università di Heidelberg. Nel 1936 è nominato responsabile della "Unità di ricerca per l'igiene razziale e biologia demografica" (Rassenhygienische und Bevölkerungsbiologische Forschungsstelle), sezione L3 del Dipartimento della Salute della Germania nazista.
Nel 1941, Ritter si dedica allo studio dei Rom studi razziali che lo porteranno ben presto a sviluppare, complice il Reich, una vera e propria politica di genocidio nei loro confronti. Ben presto diviene capo dell'"Istituto di Biologia Criminale", un istituto di nuova concezione sotto il patrocinio del Reichssicherheitshauptamt, e si circonda di giovani assistenti che condividono e promuovono le sue stesse idee razziali come Eva Justin, Adolf Würth, e Sophie Ehrhardt.
A Ritter e ai suoi assistenti fu commissionato uno studio sulla cosiddetta "questione zingara" (Zigeunerfrage) che doveva servire come base per formulare una nuova legge riguardante il popolo Rom. Dopo una vasta indagine nella primavera del 1936, dedicata ad indagare su dati genetici e genealogici oltre che ad interviste ed esami medici nonché prelievi di sangue su 24.000 zingari, fu stabilito che la maggioranza dei Rom rappresentavano una minaccia per la purezza della razza tedesca per cui dovevano essere eliminati. Questo studio spianò la strada ai campi di concentramento del Reich, cui furono avviati i rom, i sinti e gli jenish, in particolare il campo di concentramento di Auschwitz, dove migliaia di rom innocenti trovarono la morte.
Dopo la guerra, Ritter apparve in tribunale (nel 1945) ma il caso fu chiuso senza alcuna condanna. In seguito lavorò come psicologo in un ufficio di sanità pubblica a Francoforte sul Meno. Nel 1948, su richiesta dei rom sopravvissuti all'olocausto, la procura di Francoforte riaprì il caso con un'indagine sulle responsabilità di Ritter. L'esame del caso fu chiuso, per mancanza di prove, nel 1950. Il 15 aprile 1951 Ritter muore per complicazioni di ipertensione nella clinica psichiatrica "Hohemark" a Oberursel. Alcune altre fonti invece, sostengono che Ritter si sia suicidato.

## Le teorie di Ritter

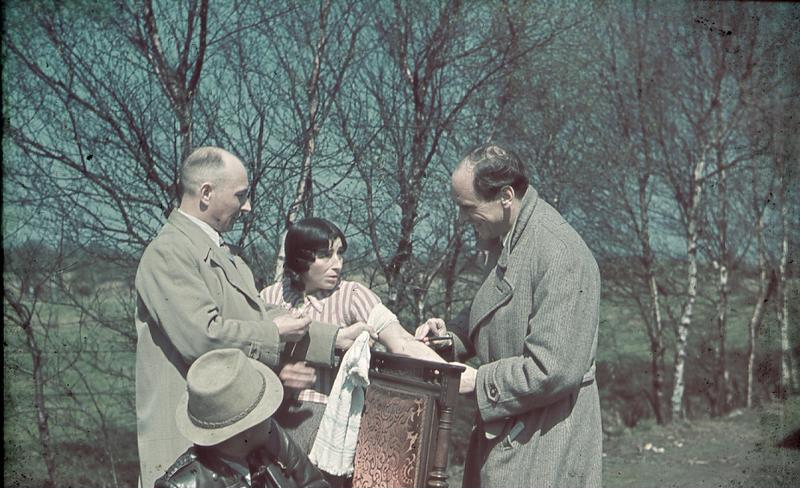
Il Dott. Ritter e un suo assistente raccoglie campioni di sangue da una donna rom - Donazione dell'Archivio Federale Tedesco (Deutsches Bundesarchiv)

Le ricerche del Dr. Robert Ritter e dei suoi assistenti volevano dimostrare un legame fra criminalità ed ereditarietà. Questo studio iniziò nel 1937 e fu condotto presso tutti gli accampamenti zingari della Germania e presso con programmate interviste a tutta la popolazione nomade e residente facendo misurazioni dei visi e molti prelievi di campioni di sangue. Si voleva dimostrare che chiunque avesse avuto sangue zingaro, era un asociale (asozialen), un potenziale criminale e quindi un pericolo reale per la società tedesca. D'altronde, il pregiudizio razziale era evidente e radicato già da anni in tutta la Germania e in particolare presso quel gruppo di "ricercatori"; ad esempio, la tesi di dottorato dell'assistente di Ritter, Eva Justin, è anch'essa imbevuta di pregiudizi razzisti: essa postula più volte la presunta «totale inferiorità» della «razza» degli "zingari" e accenna anche all'esistenza di un preteso «istinto nomade».
Il risultato dello studio portò ad una classificazione degli zingari in "puri", di "sangue misto", e "non zingari" con diversi sotto-classificazioni ottenute calcolando la percentuale di appartenenza a quella "razza deteriorata".
Nel 1940 dopo alcuni anni di ricerca Ritter scrisse soluzione e sentenza sull'oggetto del suo studio: «la questione zingara potrà considerarsi risolta solo quando il grosso di questi ibridi zigani, asociali e fannulloni [...] sarà radunato in campi di concentramento e costretto al lavoro, e quando l'ulteriore aumento di queste popolazioni sarà definitivamente impedito».
Nel 1943 inoltre, in un suo rapporto su quello studio, scrisse che «il numero di casi chiariti dal punto di vista della biologia razziale raggiunge attualmente 21.498».
Per risolvere la "questione zingara" Ritter teorizzava e proponeva inoltre: 1) La reclusione 2) Il lavoro forzato e 3) La sterilizzazione preventiva da praticare anche sui bambini appena avessero raggiunto l'età di dodici anni.

## Il Centro Ricerche per l'Igiene razziale
(Henry Friedländer)

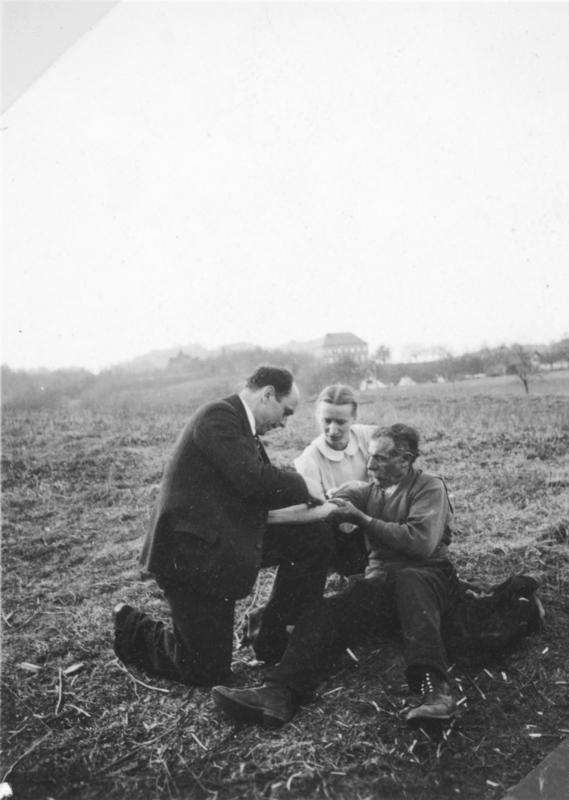
Robert Ritter e la sua assistente Eva Justin intenti a prelevare un campione di sangue

Nel 1935, Ritter ricevette dal Ministero della Salute del Reich e da Ernst Rüdin, l'incarico di "condurre una approfondita valutazione biologica su tutti gli zingari" residenti nella Germania nazista. Nacque quindi il "Centro Ricerche per l'Igiene razziale e la biologia delle popolazioni" del Reich con sede a Berlino. Il Centro, visto con simpatia dalle autorità naziste e considerato come centro di eccellenza, fu finanziato quasi fino alla fine della guerra (fino al 1944), da parte del Ministero degli Interni e dalla Società tedesca per la ricerca.
"Questi studi furono condotti in stretta collaborazione con l'Ufficio di polizia criminale del Reich e della Questura di Monaco". nel 1938, Ritter scrisse che lo studio che ne risultò, fu «il miglior monitoraggio mai condotto sugli zingari».
«La ricerca condotta da Ritter e dai suoi associati era mirata a ricostruire l'albero genealogico di tutti gli zingari, a registrare i membri di famiglie estese, i matrimoni con gli esterni al gruppo, la salute fisica, l'istruzione, la fedina penale e la posizione sociale. [...] Alla fine, essi classificarono circa 30.000 zingari, ricostruendo alberi genealogici accompagnati da storie di singoli individui con foto, documenti ufficiali, misure e altri dati fisici. Considerando il loro approccio di ricerca eugenetico, la loro visione razzista, e i loro pregiudizi nei confronti degli zingari, non sorprende che Ritter e la sua équipe giunsero alla conclusione che gli zingari in quanto gruppo erano degenerati, criminali e asociali e che questa loro natura era ereditaria. Essi erano inoltre convinti che l'impulso degli zingari a viaggiare fosse ereditario. [...]».
Ritter e il suo gruppo classificò gli zingari in "zingari puri" con classificazioni intermedie fino a giungere ai "non zingari". La stragrande maggioranza degli zingari studiati, ricadeva invece nella categoria degli "zingari ibridi" che non essendo zingari al 100% avevano solo una certa percentuale di sangue zingaro.
I Rom i Sinti e gli Jenish vennero quindi classificati con la sigla ZN (zingari). Con ZN+ se si avviciniva più allo zingaro puro e ZN- se si avvicinava alla classificazione del "non zingaro", mostrando un grado di ibridità con una certa percentuale di sangue zingaro. Già dal 1933 e fino alla fine della Seconda guerra mondiale gli zingari furono sottoposti ad una massiccia sterilizzazione, il cui numero non è mai stato accertato. La classificazione scientifica di Ritter e della sua equipe avviò gli zingari prima nei campi di concentramento e alla sterilizzazione e poi alla devastazione (Porrajmos) con decina di migliaia di loro, che in quei campi, soprattutto quello di Auschwitz, trovarono la morte.

## Risultato finale dello "studio" del Centro

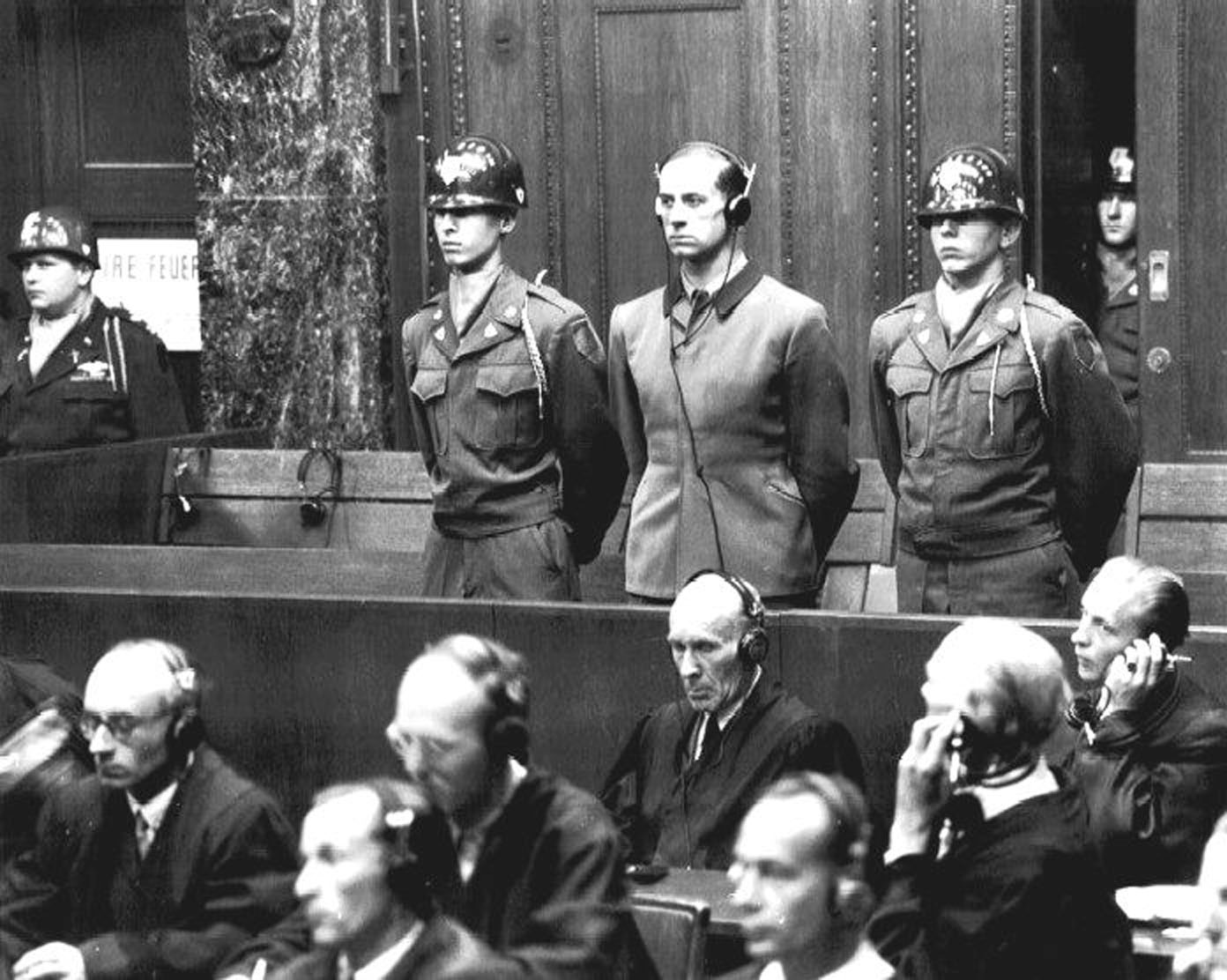
Norimberga, Processo ai dottori. Furono ascoltati 85 testimoni e esaminati 1471 documenti.. Dei 23 imputati, venti erano medici fra cui tre ufficiali nazisti; 7 furono assolti, 7 furono condannati a morte; i rimanenti furono condannati al carcere con diversi gradi di imputazione. Robert Ritter non c'era, un anno prima nel 1945, il caso che lo riguardava fu chiuso senza nessuna sua condanna

(Maria Pace Ottieri su L'Unità, Edizione Nazionale del 02-08-2001)

## Il processo "non celebrato"
(Giovanna Boursier in Studi Storici)
I due principali teorici razziali del gruppo di studio sulla "razza zingara", Robert Ritter ed Eva Justin non furono condannati a nessuna pena.
- Robert Ritter: Insufficienza di prove. Ritter dopo la guerra, apparve in tribunale nel (1945), il caso fu chiuso senza nessuna sua condanna. I suoi collaboratori razzisti continuarono la loro carriera accademica fino alla morte. Dopo la guerra Ritter lavorò come psicologo in un ufficio di sanità pubblica a Francoforte sul Meno, insieme alla sua ex collega Eva Justin. Nel 1948, su richiesta dei rom sopravvissuti all'Olocausto, la procura di Francoforte ha riaperto il caso con un'indagine sulle responsabilità di Ritter. L'esame del caso fu chiuso, per mancanza di prove nel 1950, giudizio che procurò grande sdegno nel popolo Rom.
- Eva Justin: Insufficienza di prove. Fu indagata nel 1964, ma non fu rinviata a giudizio. Le incriminazioni che la riguardavano furono giudicate "insufficienti per rinviarla a giudizio". «Si diceva che Eva Justin aveva - evidentemente in maniera inconsapevole - desunto le sue argomentazioni dal dottor Ritter, ma senza convinzione profonda. E si aggiungeva che, comunque, dopo tanti anni, i testimoni zingari non potevano essere sicuri che la donna che li aveva personalmente seviziati e torturati nei lager fosse proprio lei»[17].